# Campionati europei di nuoto in vasca corta 2011 - 200 metri farfalla maschili
La gara dei 200 metri farfalla maschili degli europei di Stettino 2011 si è svolta il 10 dicembre  2011. Le batterie di qualificazione si sono disputate nella mattina e la finale nel pomeriggio.

## Medaglie
| Posizione | Atleta            | Paese         |
| --------- | ----------------- | ------------- |
| Oro       | László Cseh       | Ungheria      |
| Argento   | Nikolay Skvortsov | Russia        |
| Bronzo    | Joe Roebuck       | Gran Bretagna |

## Qualifiche
Si sono qualificati per la finale un massimo di due atleti per nazione.
| Pos. | Atleta                | Nazionalità          | Tempo   | Batteria | Corsia | Note |
| ---- | --------------------- | -------------------- | ------- | -------- | ------ | ---- |
| 1    | Nikolay Skvortsov     | Russia               | 1'51”82 | 2        | 5      | Q    |
| 2    | Joe Roebuck           | Gran Bretagna        | 1'53”12 | 3        | 9      | Q    |
| 3    | László Cseh           | Ungheria             | 1'53”51 | 4        | 4      | Q    |
| 4    | Bence Biczó           | Ungheria             | 1'53”74 | 2        | 4      | Q    |
| 5    | Paweł Korzeniowski    | Polonia              | 1'53”84 | 3        | 4      | Q    |
| 6    | Robert Zbogar         | Slovenia             | 1'53”85 | 3        | 3      | Q    |
| 6    | Velimir Stjepanović   | Serbia               | 1'53”85 | 4        | 6      | Q    |
| 8    | Dinko Jukić           | Austria              | 1'53”91 | 4        | 5      | Q    |
| 9    | Dávid Verrasztó       | Ungheria             | 1'53”94 | 3        | 6      |      |
| 10   | Stefanos Dimitriadis  | Grecia               | 1'54”74 | 4        | 7      | Q    |
| 11   | Jordan Coelho         | Francia              | 1'54”80 | 2        | 7      | Q    |
| 12   | Joeri Verlinden       | Paesi Bassi          | 1'55”02 | 3        | 5      |      |
| 13   | Francesco Pavone      | Italia               | 1'55”04 | 2        | 6      |      |
| 14   | Gal Nevo              | Israele              | 1'55”49 | 2        | 1      |      |
| 15   | Alon Mandel           | Israele              | 1'55”60 | 4        | 8      |      |
| 16   | Duarte Rafael Mourao  | Portogallo           | 1'55”86 | 4        | 3      |      |
| 17   | Niccolò Beni          | Italia               | 1'56”20 | 3        | 2      |      |
| 18   | Robin Backhaus        | Germania             | 1'56”22 | 2        | 2      |      |
| 19   | Tom Siara             | Germania             | 1'56”43 | 4        | 2      |      |
| 20   | Michal Poprawa        | Polonia              | 1'56”61 | 2        | 0      |      |
| 21   | Roberto Pavoni        | Gran Bretagna        | 1'56”97 | 4        | 1      |      |
| 22   | Bernhard Wolf         | Austria              | 1'58”37 | 3        | 0      |      |
| 23   | Viktor Bromer         | Danimarca            | 1'58”39 | 3        | 8      |      |
| 24   | Stefano Iacobone      | Italia               | 1'58”46 | 2        | 3      |      |
| 24   | Norbert Trudman       | Slovacchia           | 1'58”46 | 4        | 0      |      |
| 26   | Andreas Vazaios       | Grecia               | 1'58”57 | 1        | 0      |      |
| 27   | Bence Pulai           | Ungheria             | 1'58”58 | 2        | 8      |      |
| 28   | Jakub Maly            | Austria              | 1'58”72 | 1        | 6      |      |
| 29   | Chris Christensen     | Danimarca            | 1'58”88 | 2        | 9      |      |
| 30   | Alexandre Liess       | Svizzera             | 1'58”91 | 3        | 1      |      |
| 31   | Frans Johannessen     | Danimarca            | 1'59”32 | 1        | 5      |      |
| 32   | Nico Van Dijn         | Svizzera             | 1'59”39 | 1        | 3      |      |
| 33   | Avi Cohen             | Israele              | 1'59”79 | 1        | 7      |      |
| 34   | Edgaras Stura         | Lituania             | 2'00”67 | 1        | 4      |      |
| 35   | Simon Rabold          | Svizzera             | 2'00”81 | 1        | 2      |      |
| 36   | Arnaud Rondan         | Francia              | 2'00”83 | 1        | 1      |      |
| 37   | Zlatko Alić           | Bosnia ed Erzegovina | 2'02”03 | 1        | 8      |      |
| 38   | Yahor Dodaleu         | Bielorussia          | 2'07”94 | 4        | 9      |      |
| -    | Diogo Filipe Carvalho | Portogallo           | -       | 3        | 7      | DNS  |

## Finale
| Pos. | Atleta               | Nazionalità   | Tempo   | Corsia |
| ---- | -------------------- | ------------- | ------- | ------ |
| 1    | László Cseh          | Ungheria      | 1'50”87 | 3      |
| 2    | Nikolay Skvortsov    | Russia        | 1'51”21 | 4      |
| 3    | Joe Roebuck          | Gran Bretagna | 1'51”62 | 5      |
| 4    | Paweł Korzeniowski   | Polonia       | 1'51”71 | 2      |
| 5    | Velimir Stjepanović  | Serbia        | 1'52”09 | 1      |
| 6    | Bence Biczó          | Ungheria      | 1'53”22 | 6      |
| 7    | Dinko Jukić          | Austria       | 1'53”51 | 8      |
| 8    | Robert Zbogar        | Slovenia      | 1'53”91 | 7      |
| 9    | Jordan Coelho        | Francia       | 1'55”17 | 9      |
| 10   | Stefanos Dimitriadis | Grecia        | 1'56”27 | 0      |